# Gâtinais

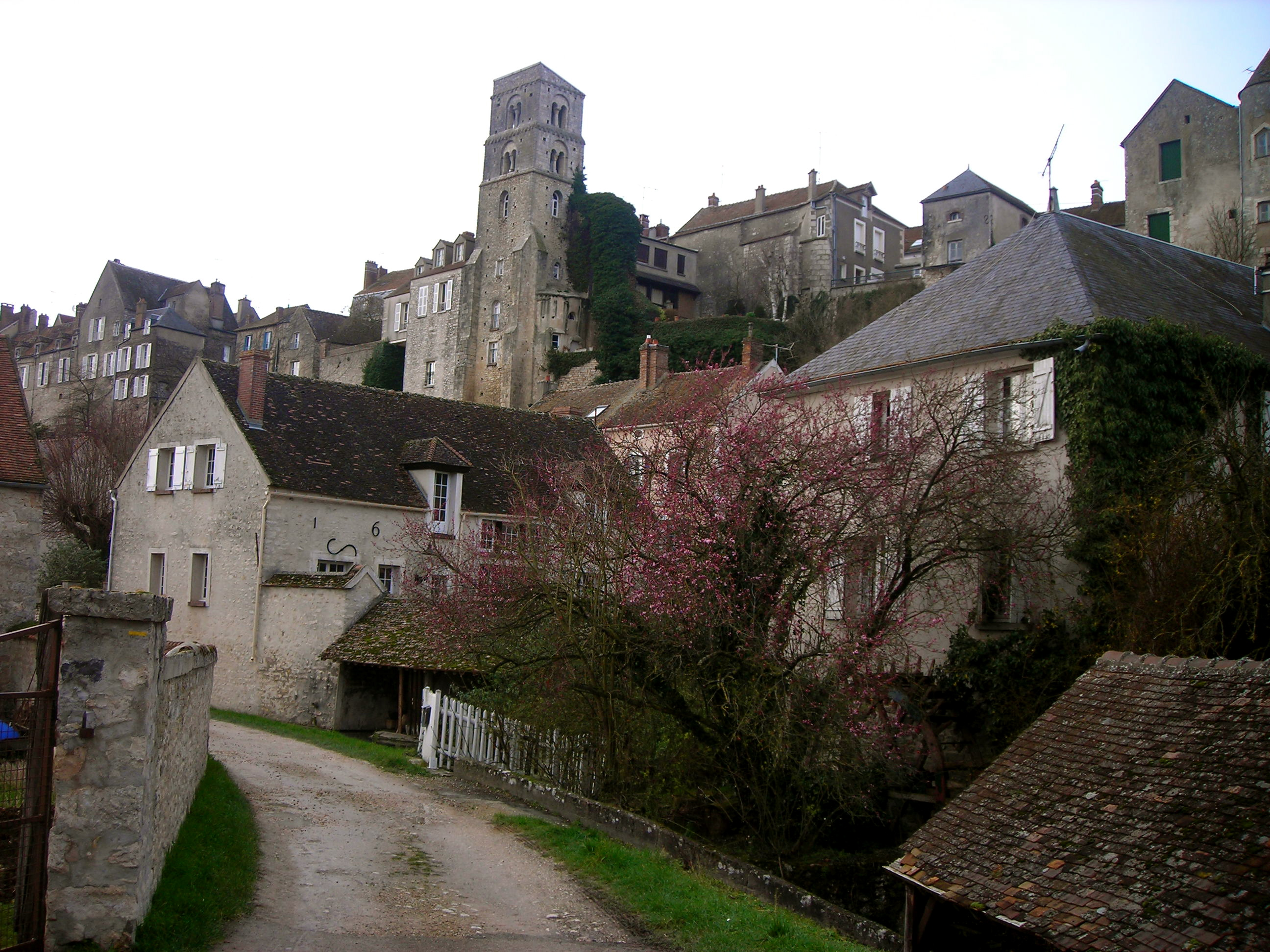
Château-Landon, de historische hoofdplaats van Gâtinais

De Gâtinais was een oud graafschap en later een provincie van Frankrijk, in de huidige regio's Île-de-France en Centre-Val de Loire. De naam komt voort van de nog oudere Romeinse pagus Vastinensis.
De historische hoofdplaats van het graafschap was Château-Landon. Later kwamen er twee centrumsteden: Montargis voor de Gâtinais orléanais, gevoegd bij de provincie Orléanais, en Nemours voor de Gâtinais français, deel van de provincie Île-de-France.
De grenzen van de Gâtinais zijn nog altijd het onderwerp van discussie. De Gâtinais orléanais zou grosso modo overeenkomen met het oude arrondissement Montargis in het departement Loiret; de Gâtinais français zou betrekking hebben op het arrondissement Fontainebleau in het departement Seine-et-Marne. Ook in de departementen Essonne en Yonne zijn er gemeenten die bij de Gâtinais zouden behoord hebben.